# Letomola
Letomola é um género de gastrópode  da família Charopidae.
Este género contém as seguintes espécies:
- Letomola barrenensis
- Letomola contortus